# Tim O’Reilly
Tim O’Reilly (ur. 6 czerwca 1954 w Corku) – irlandzki przedsiębiorca, założyciel O’Reilly Media (formalnie O’Reilly & Associates).
Mocno popiera i wspiera wolne oprogramowanie. Przypisuje mu się ukucie pojęcia Web 2.0.